# J. Stuart Blackton
James Stuart Blackton (5. ledna 1875 – 13. srpna 1941) byl britsko-americký filmový producent a režisér němých filmů. Jako jeden z průkopníků kinematografie založil v roce 1897 společnost Vitagraph Studios. Byl jedním z prvních filmových tvůrců, kteří používali techniku fázové a kreslené animace. Je také považován za otce americké animace a stal se prvním člověkem, který přenesl klasické divadelní hry a knihy na filmová plátna. Blackton byl ve svém osobním životě komodorem klubů Motorboat Club of America a Atlantic Yacht Club.